# Cathédrale du Cœur-Immaculé-de-Marie d'Irkoutsk
Cette  cathédrale n’est pas la seule cathédrale du Cœur-Immaculé-de-Marie.
La cathédrale du Cœur-Immaculé-de-Marie (en russe : Собор Непорочного Сердца Божией Матери) est la cathédrale du diocèse catholique d'Irkoutsk. Elle est située 11, rue Griboïedov à Irkoutsk dans la région russe de Sibérie orientale. On y donne des concerts d'orgue réputés.

## Historique
C'est en 1820 qu'est fondée la paroisse catholique d'Irkoutsk, ville en pleine expansion. La majorité des paroissiens sont alors des Polonais en relégation, ainsi que des Lituaniens ou des Biélorusses et des représentants d'autres nationalités faisant partie de l'Empire russe. Une église de bois est consacrée à Notre-Dame de l'Assomption qui brûle pendant le grand incendie d'Irkoutsk de 1879. Une nouvelle église néogothique est consacrée en 1886. La paroisse est supprimée à l'époque soviétique, les prêtres et les paroissiens actifs envoyés en camp de travail. L'église désacralisée sert à différents usages, avant d'être transformée en 1978 en salle philharmonique, emploi qu'elle conserve toujours aujourd'hui. Cependant les catholiques ont le droit de célébrer certaines cérémonies à l'église Notre-Dame-de-l'Assomption.

## Aujourd'hui
Lorsque des relations normales sont rétablies entre l'État et les différentes confessions chrétiennes au début des années 1990, la paroisse est de nouveau enregistrée. Elle est sous la juridiction de l'administrateur apostolique de la Sibérie orientale. Cependant la municipalité refuse le droit aux catholiques de récupérer leur église en 1998, mais lui donne en compensation une parcelle de terrain sur lequel elle fait bâtir la cathédrale actuelle.
Le projet architectural est du Polonais Andrzej Chwalibog et les travaux sont menés par deux architectes d'Irkoutsk, Oleg Boduła et Vladimir Stegaïlo. Les fonds pour financer les travaux sont tous en provenance de communautés catholiques de Sibérie, mais aussi d'Italie, de Slovaquie, de Pologne et d'Allemagne.
Elle est consacrée le jour de la Nativité de la Vierge, le 8 septembre 2000 par le cardinal Schotte et Mgr Cyrille Klimowicz. Son style est issu du constructivisme avec deux tours qui se réunissent en haut grâce à une mitre épiscopale, surplombée d'une croix latine.
Le maître-autel est fait d'un bloc de néphrite. Il est entouré d'une statue de Notre-Dame de Fátima et d'une statue de saint Joseph.

## Illustrations

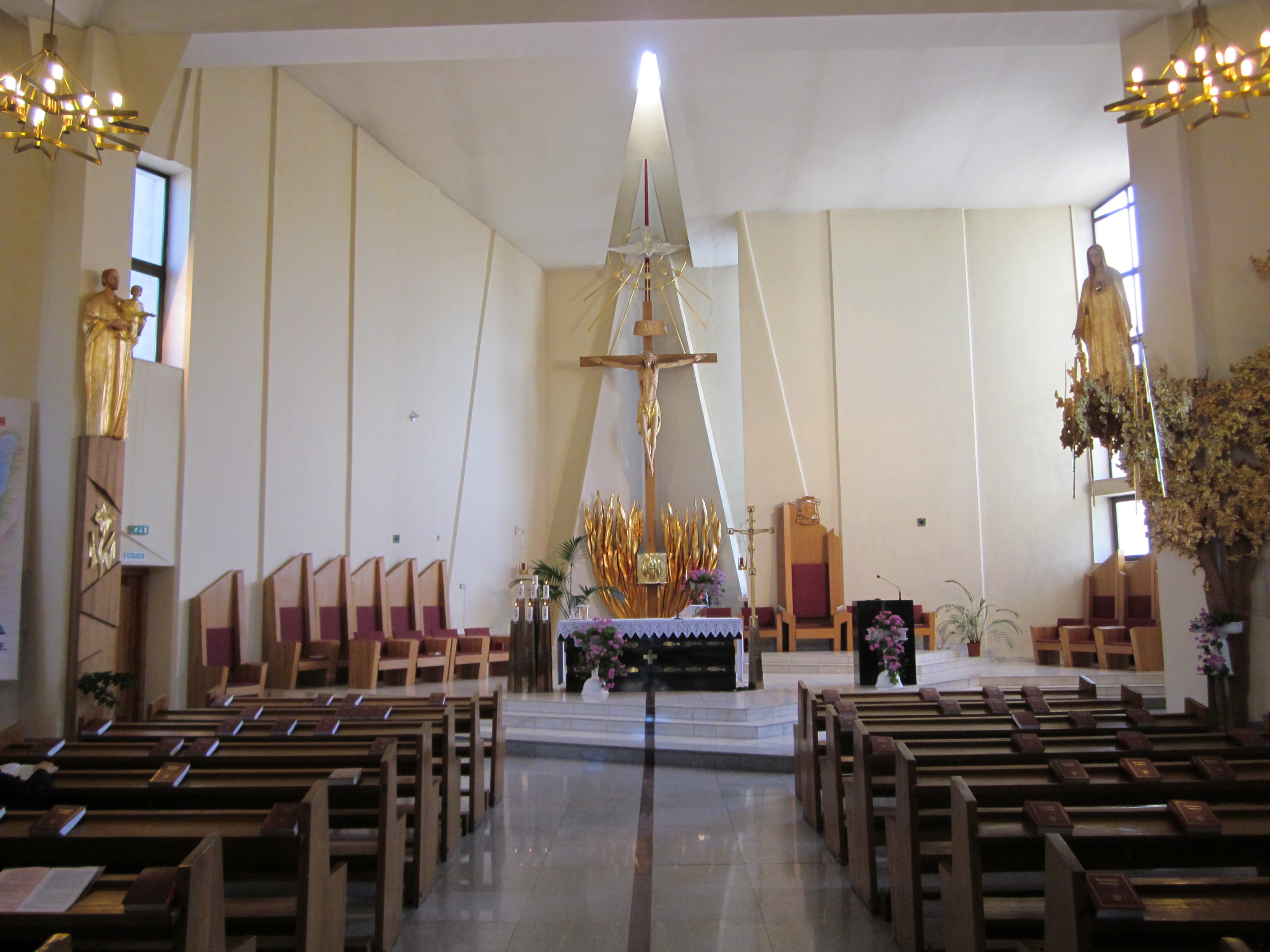
Vue de l'intérieur de la cathédrale.
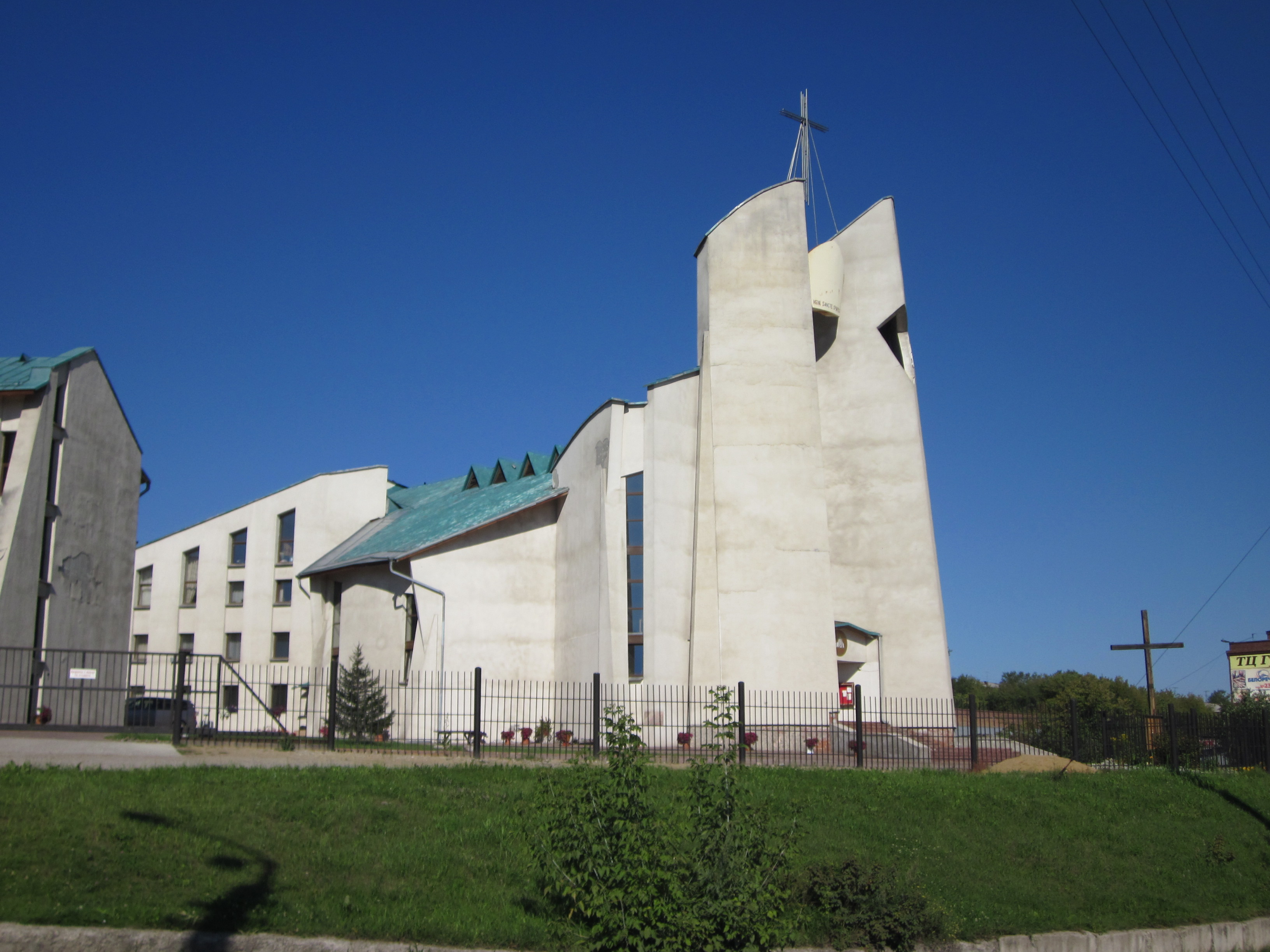
Vue de côté de la cathédrale.
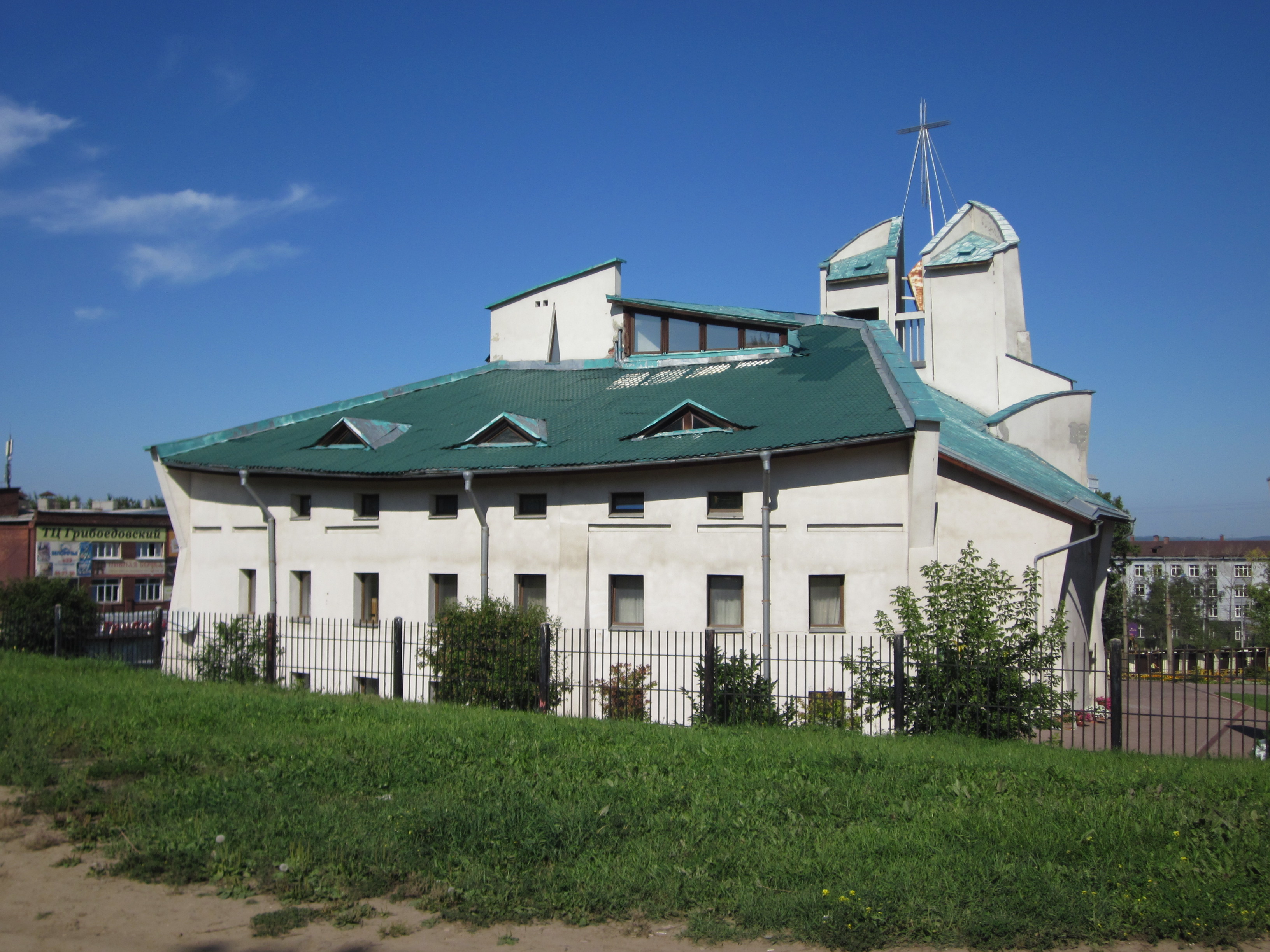
Vue de l'arrière de la cathédrale.

### Source
- (ru) Cet article est partiellement ou en totalité issu de l’article de Wikipédia en russe intitulé « Собор Непорочного Сердца Божией Матери » (voir la liste des auteurs).